# Víctor Baute
Víctor Manuel Baute Montañez (ur. 23 marca 1972 w Santa Cruz de Tenerife) – hiszpański bokser.
Uczestniczył w Letnich Igrzyskach Olimpijskich 1992, przegrał w pierwszej rundzie w wadze półśredniej z Pepe Reillym.